# James Sully

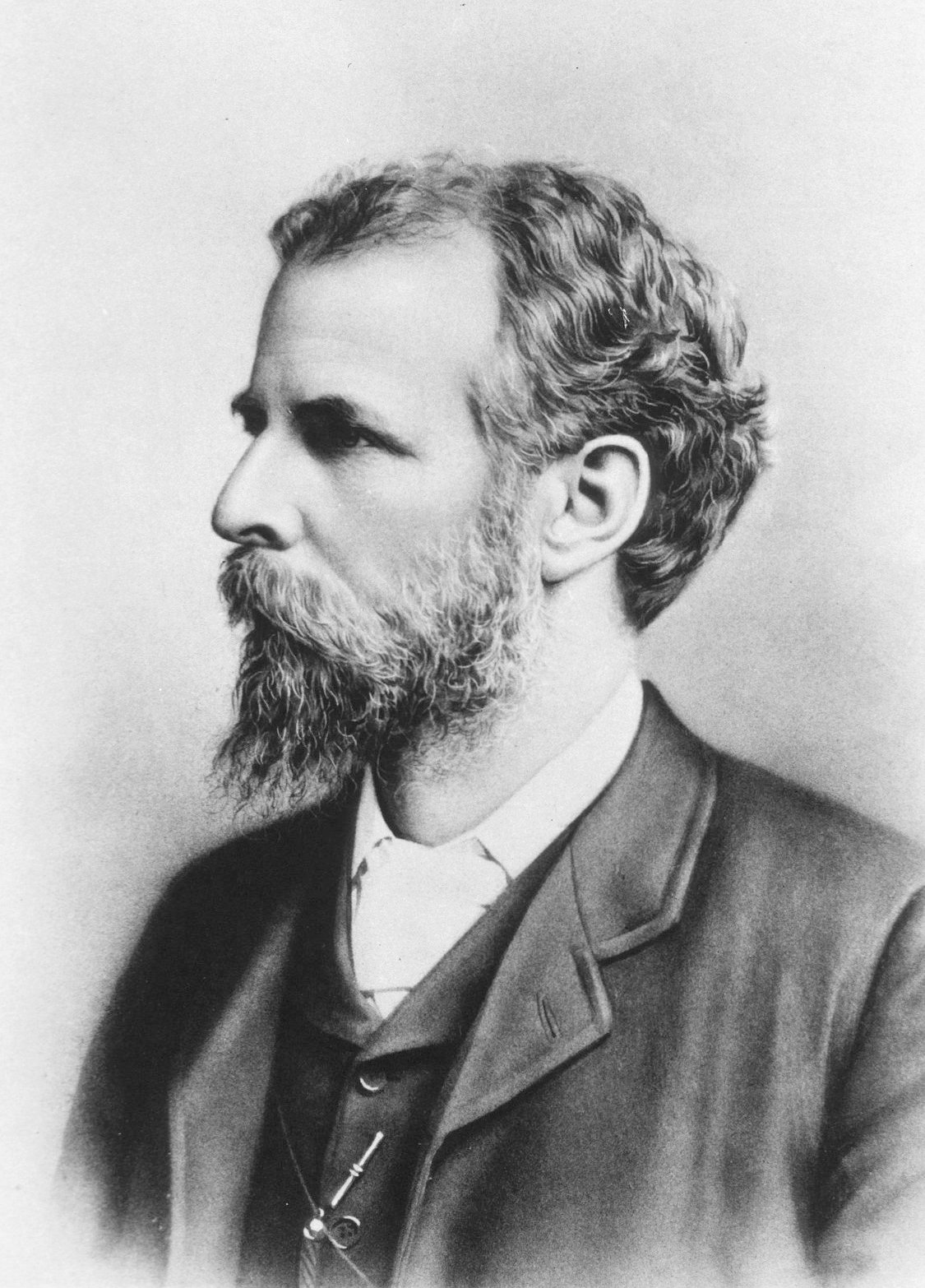
James Sully

James Sully (ur. 1842, zm. 1923) – angielski psycholog. Uznawany jest za pierwszego badacza z Wielkiej Brytanii, który wniósł istotny wkład w badania nad rozwojem dziecka. W 1893 r. założył The British Association for Child Study.

## Ważniejsze dzieła przetłumaczone na język polski
- Umysłowość ludzka: Księga podręczna psychologii,
- Dusza dziecka.